# Monte Dinnammare
Il monte Dinnammare (1128 m) è una montagna della Sicilia.

## Descrizione

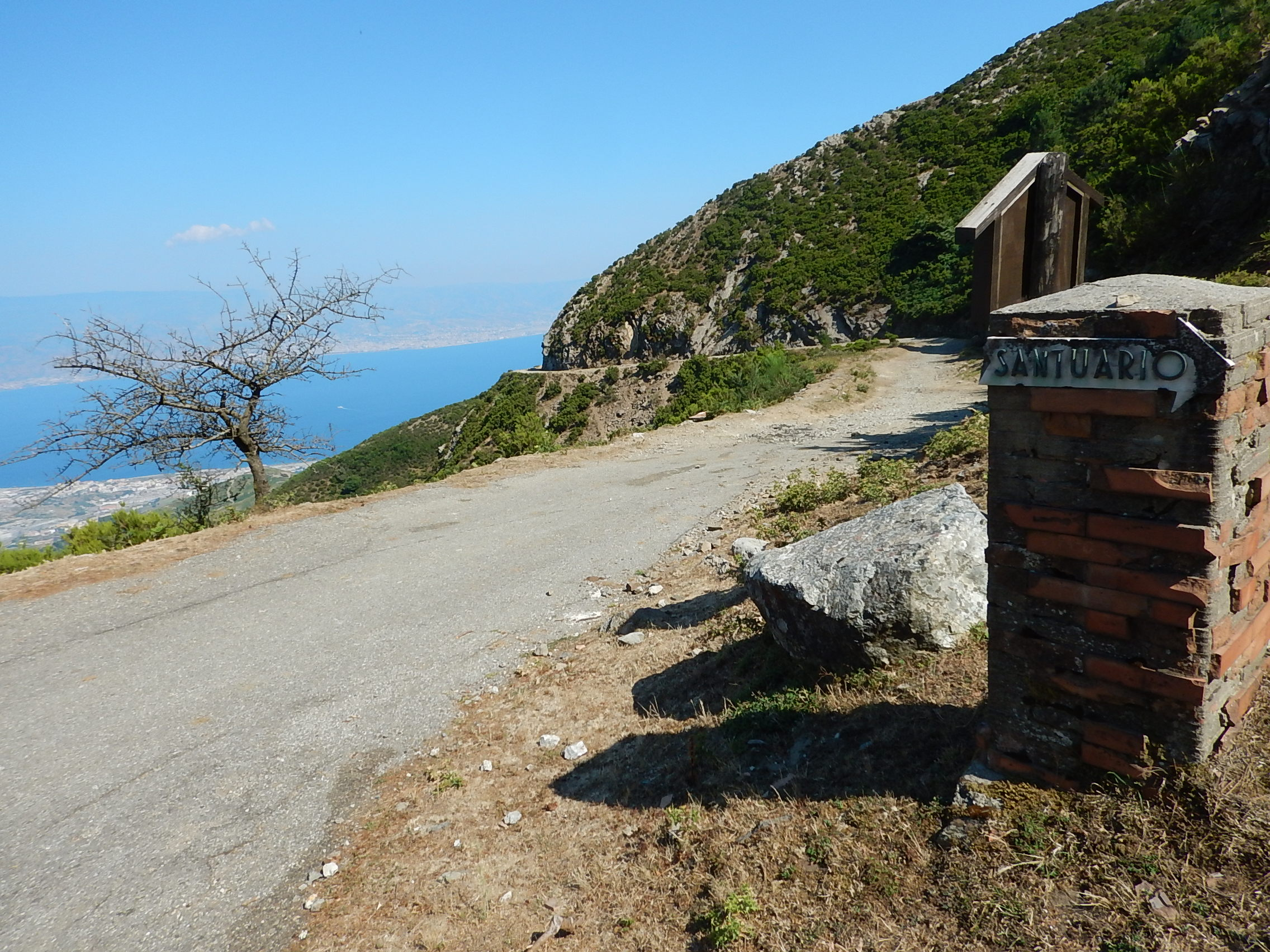
L'inizio della Dorsale dei Peloritani poco sotto la cima

Il monte è situato proprio sulla punta nord-orientale della Sicilia, appartiene alla catena montuosa dei Peloritani e sovrasta la città di Messina. Dalla sua cima è possibile scorgere uno spettacolare panorama che comprende tutto lo Stretto di Messina, la riviera tirrenica con il serpentone di capo Milazzo e le Isole Eolie, la riviera ionica, la costa calabra con l'Aspromonte, tutta la catena dei Peloritani con monte Scuderi e con l'Etna sullo sfondo. 
Proprio sulla vetta è situato il Santuario della Madonna di Dinnammare e una volta vi si trovava anche un forte, pochi metri sotto ha inizio un'antica trazzera, la Dorsale dei Peloritani che attraversa sulla linea di cresta tutta l'omonima catena montuosa. La cima del monte è una terrazza naturale per il birdwatching delle migrazioni degli uccelli che periodicamente attraversano il passaggio obbligato del collo di bottiglia dello Stretto di Messina. 20 km è la distanza tra il porto di Messina e la sua cima.
Nei pressi del Santuario, guardando verso sud, accanto all'edificio sopraelevato direzione Etna, è possibile ammirare due grandi e antiche neviere, un tempo utilizzate per la conservazione e il commercio del ghiaccio nella città dello Stretto.